# Loamneș
Loamneș je obec v župě Sibiu v Rumunsku. Žije zde přibližně 2 600 obyvatel. Součástí obce je i pět okolních vesnic.

## Části obce
- Loamneș – 530 obyvatel
- Alămor – 711 obyvatel
- Armeni – 500 obyvatel
- Hașag – 509 obyvatel
- Mândra – 307 obyvatel
- Sădinca – 5 obyvatel